# Arina Sabaljenka
Arina Siarhiejevna  Sabaljenka (bje: Арына Сяргееўна Сабаленка; Minsk, 5. svibnja 1998.) bjeloruska je profesionalna tenisačica. Bila je rangirana kao prva na svijetu u ženskom singlu 2023. i bila je prva na svijetu u parovima prema Ženskoj teniskoj asocijaciji (WTA) 2021. godine. Sabaljenka je osvojila tri velika pojedinačna naslova, na Australian Openu 2023. i 2024. i na US Openu 2024. i dva velika naslova u parovima, na US Openu 2019. i Australian Openu 2021., oba s Elise Mertens. Ukupno je u karijeri osvojila 22 titule, 16 u pojedinačnoj konkurenciji i 6 u parovima.
Počela je trenirati na Nacionalnoj teniskoj akademiji u Minsku u Bjelorusiji kada je otvorena 2014. godine. Arina Sabaljenka bila je relativno nepoznata sve do 2017. kada je dovela bjeloruski Fed Cup tim do drugog mjesta s Aliaksandrom Sasnovič, unatoč tome što su obje u to vrijeme bile rangirane izvan 75 najboljih. I 2018. i 2019. završila je na 11. mjestu svjetske rang liste u pojedinačnoj konkurenciji. Nakon dva velika nastupa u polufinalu singla 2021., Sabaljenka je dosegla 2. mjesto na svjetskoj ljestvici, ali se borila da dosljedno održi taj uspjeh 2022. godine. 2023. osvojila je svoj prvi veliki naslov u singlu na Australian Openu, stigla je do polufinala na sva četiri glavnim turnirima (također završivši kao drugoplasirana na US Openu), i zauzela prvo mjesto na svjetskoj ljestvici. Ponovno je osvojila Australian Open 2024. godine, a 2025. došla do finala.
Sabaljenka je također počela redovito igrati parove 2019. godine. S Mertensom kao partnericom, kompletirala je „Sunshine Double” osvojivši dva turnira u ožujku: Indian Wells Open i Miami Open. Nakon naslova u parovima na US Openu kasnije tijekom godine, također se kvalificirala za WTA finale po prvi put.
Arina Sabalenjka ima vrlo agresivan stil igre, često gomilajući velik broj winnera i neforsiranih pogrešaka. Uz svoju visinu od 1,82 cm ima i vrlo moćan servis.

## Galerija
- Arina Sabaljenka i Elise Mertens u igri parova.
- Arina Sabaljenka 2021. godine.
- Arina Sabaljenka na Wimbledonu 2023. godine.
- Arina Sabaljenka na US Openu 2023. godine.